# Ilse Unold
 Ilse Unold (* 20. August 1942 in Horb am Neckar; † 6. September 2016) war eine baden-württembergische Politikerin der CDU.

## Leben und Beruf
Ilse Unold besuchte die Volksschule und das Gymnasium in Rottenburg am Neckar. Das Gymnasium wechselte sie einmal und besuchte es dann in Ludwigshafen am Rhein, wo sie auch ihr Abitur ablegte. Es folgte ein Medizinstudium in Heidelberg, Tübingen und am Klinikum Mannheim der Universität Heidelberg. 1968 legte sie ihr Staatsexamen und die Promotion ab. Zwei Jahre später erhielt sie die Approbation und arbeitete von 1971 bis 1973 als Assistenzärztin in Stuttgart.
Seit 1974 war sie als freie Medizinjournalistin tätig. Zuerst arbeitete sie als Wissenschaftliche Mitarbeiterin der Medizinischen Redaktion der Bayer AG und später übernahm sie die Leitung der Redaktion der Zeitschrift Medizinische Welt.
Neben ihrer parteipolitischen Arbeit war sie engagiert als Beisitzerin im Vorstand des Fördervereins Stuttgarter Jugend e. V. und als Mitglied bei „MuK“ Wir bauen ein Haus – Hilfen für Mütter und Kinder e. V.

## Politik
Ilse Unold war seit 1994 für ihre Partei Mitglied der Fraktion im Stuttgarter Gemeinderat und dort seit 1996 sozialpolitische Sprecherin. Innerhalb der Senioren-Union war Ilse Unold ab 1997 Kreisvorsitzende in Stuttgart und Beisitzerin im Bezirks- und Landesvorstand der CDU. Vom 1. Oktober 2008 bis April 2011 hatte Ilse Unold ein Mandat im Landtag von Baden-Württemberg inne, in den sie für den ausgeschiedenen Abgeordneten Michael Föll nachrückte. Im Landtag vertrat sie ihre Fraktion als Mitglied im Finanzausschuss.

## Familie und Privates
Ilse Unold war evangelisch. Sie war seit 1971 verheiratet und hatte zwei Kinder.